# Tomisław Karadziordziewić
Tomisław Karadziordziewić, serb. Томислав Карађорђевић / Tomislav Karađorđević (ur. 19 stycznia 1928 w Belgradzie, zm. 12 lipca 2000 w Topoli) – królewicz Jugosławii, książę koronny w 1934–1945.

## Życiorys
Urodził się jako drugi syn króla Aleksandra Jednoczyciela (1888–1934) i Marii Hohenzollern-Sigmaringen (1900–1961). Miał dwóch braci: starszego Piotra (1923–1970) i młodszego Andrzeja (1929–1990). Został ochrzczony 25 stycznia 1928, a jego rodzicami chrzestnymi byli Jerzy V, Stjepan Radić, Ileana Hohenzollern-Sigmaringen i Olga Glücksburg. Imię otrzymał na pamiątkę Tomisława, króla Chorwacji w latach 925–928. W lutym tego roku król na wniosek rady miejskiej Županjacu przemianował miasto na cześć królewicza. W 1934 wraz ze śmiercią ojca i wstąpieniem na tron brata Piotra II, Tomisław został jego następcą. Początkowo kształcił się w domu pod okiem guwernerów. W 1937–1941 uczęszczał do Sandroyd School w Cobham. Następnie przeniósł się do Oundle School (1941–1946). Naukę kontynuował studiując w 1946–1947 agronomię w Clare Collage (Cambridge).
W wyniku przegranej Jugosławii w wojnie z Niemcami w 1941 oraz późniejszym ustanowieniu republiki i przejęciu władzy przez komunistów postanowił pozostać na emigracji. Jeszcze przed proklamacją ustroju republikańskiego, która miała miejsce 29 listopada 1945 utracił tytuł księcia koronnego na rzecz nowo narodzonego bratanka Aleksandra (17 lipca 1945). Tomisław pozostał po studiach w Wielkiej Brytanii. Tam zatrudnił się w ogrodnictwie jako robotnik rolny. W 1950 przeniósł się na własną farmę w Kirdford. Następnie wyspecjalizował gospodarstwo w sad jabłoni, systematycznie go rozwijając. W tym okresie wspierał diasporę serbską, m.in. uczestnicząc w sfinansowaniu budowy cerkwi św. Łazarza w Birmingham. Po demokratyzacji Jugosławii, w 1990 był typowany przez Partię Demokratyczną jako kandydat na prezydenta Jugosławii, jednak ostatecznie nie wziął biernego udziału w wyborach.
W 1992 przeszedł na emeryturę i powrócił do demokratycznej Jugosławii. Początkowo mieszkał w Belgradzie, po czym w 1993 przeniósł się do odkupionego od skarbu państwa dawnego pałacu królewskiego w Topoli. W czasie wojny domowej wspierał akcje humanitarne. Wielokrotnie typowany przez media jako potencjalny król bądź to odrodzonej monarchii jugosłowiańskiej czy Serbii, bądź Chorwacji, nigdy nie wypowiedział się wobec tych doniesień. W 1995 został oskarżony przez Slobodana Miloševicia o zdradę Republiki Serbskiej Krajiny w trakcie wojny chorwackiej, co skłoniło go do wstrzymania się od jakiejkolwiek działalności publicznej. Zmarł w Topoli w 2000. Został pochowany w tamtejszej cerkwi św. Jerzego.
Pośmiertnie został oczyszczony z zarzutów i zrehabilitowany wyrokiem Sądu Najwyższego w Belgradzie z 16 grudnia 2013.

## Rodzina
Tomisław Karadziordziewić był dwukrotnie żonaty. Po raz pierwszy ożenił się 5 czerwca 1957, poślubiając w Salem Małgorzatę Alicję Badeńską (1932–2013), córkę Bertolda (1906–1963), tytularnego wielkiego księcia Badenii, i Teodory Glücksburg (1906–1969). Związek zakończył się rozwodem w 1981. Małżeństwo pozostawiło dwoje dzieci:
- Mikołaj (ur. 1958) ⚭ Liliana Licanin (ur. 1957);
- Katarzyna (ur. 1959) ⚭ George Desmond da Silva (1939–2018), syn dyplomaty Fredericka (1912–1993) i Esme Gregg de Silva.

16 października 1982 w Bournville ożenił się ponownie z Lindą Mary Bonney (ur. 1949). Ze związku pochodzi dwóch synów:
- Jerzy (ur. 1984) ⚭ Fallon Rayman (ur. 1995);
- Michał (ur. 1985) ⚭ Ljubica Ljubisavljević (ur. 1989).

## Odznaczenia
- Kawaler Krzyża Wielkiego Orderu Gwiazdy Jerzego Czarnego,
- Kawaler Krzyża Wielkiego Orderu Orła Białego (9 października 1934),
- Kawaler Krzyża Wielkiego Orderu Korony Jugosłowiańskiej (25 stycznia 1928),
- Kawaler Krzyża Wielkiego Orderu św. Sawy,
- Krzyż św. Andrzeja,
- Medal za Cnoty Wojskowej,
- Kawaler Orderu św. Jana,
- Kawaler Krzyża Wielkiego Orderu Wierności (5 czerwca 1957),
- Kawaler Krzyża Wielkiego Orderu Hohenzollernów,
- Medal Koronacyjny Króla Jerzego VI (12 maja 1937).

## Genealogia
| Prapradziadkowie                      | Jerzy Czarny (1768–1818) ∞1607 Jelena Jovanović (1771–1842)                                                 | Jevrem Nenandović (1793–1864) ∞ok. 1812 Jovanka Milovanović (1797–ok. 1840)                                 | Mirosław Petrowić-Niegosz (1820–1867) ∞1840 Anastazja Martinović (1824–1894)                                | Petar Vukotić (1826–1907) ∞ok. 1840 Jelena Vojvodić (ok. 1825–1856)                                         | ks. Hohenzollern-Sigmaringen Karol Antoni (1811–1885) ∞1834 Józefina Badeńska (1813–1900)            | kr. Portugalii Ferdynand II (1816–1885) ∞1836 kr. Portugalii Maria II (1819–1853)                    | Albert Koburg (1819–1861) ∞1840 kr. Wielkiej Brytanii Wiktoria (1819–1901)                           | car Rosji Aleksander II (1818–1881) ∞1841 Maria Aleksandrowna (1824–1880)                            |
| Pradziadkowie                         | ks. Serbii Aleksander (1806–1885) ∞1830 Persyda Nenandović (1813–1873)                                      | ks. Serbii Aleksander (1806–1885) ∞1830 Persyda Nenandović (1813–1873)                                      | kr. Czarnogóry Mikołaj (1841–1921) ∞1860 Milena Vukotić (1847–1923)                                         | kr. Czarnogóry Mikołaj (1841–1921) ∞1860 Milena Vukotić (1847–1923)                                         | Leopold Hohenzollern-Sigmaringen (1835–1905) ∞1861 Antonina Maria Koburg-Bragantyńska (1845–1913)    | Leopold Hohenzollern-Sigmaringen (1835–1905) ∞1861 Antonina Maria Koburg-Bragantyńska (1845–1913)    | ks. Saksonii-Koburga-Gothy Alfred (1844–1900) ∞1874 Maria Aleksandrowna Romanowa (1853–1920)         | ks. Saksonii-Koburga-Gothy Alfred (1844–1900) ∞1874 Maria Aleksandrowna Romanowa (1853–1920)         |
| Dziadkowie                            | kr. Serbów, Chorwatów i Słoweńców, Piotr I Wyzwoliciel (1844–1921) ∞1883 Zorka Petrowić-Niegosz (1864–1890) | kr. Serbów, Chorwatów i Słoweńców, Piotr I Wyzwoliciel (1844–1921) ∞1883 Zorka Petrowić-Niegosz (1864–1890) | kr. Serbów, Chorwatów i Słoweńców, Piotr I Wyzwoliciel (1844–1921) ∞1883 Zorka Petrowić-Niegosz (1864–1890) | kr. Serbów, Chorwatów i Słoweńców, Piotr I Wyzwoliciel (1844–1921) ∞1883 Zorka Petrowić-Niegosz (1864–1890) | kr. Rumunii, Ferdynand Jednoczyciel (1865–1927) ∞1893 Maria Koburg (1875–1938)                       | kr. Rumunii, Ferdynand Jednoczyciel (1865–1927) ∞1893 Maria Koburg (1875–1938)                       | kr. Rumunii, Ferdynand Jednoczyciel (1865–1927) ∞1893 Maria Koburg (1875–1938)                       | kr. Rumunii, Ferdynand Jednoczyciel (1865–1927) ∞1893 Maria Koburg (1875–1938)                       |
| Rodzice                               | kr. Jugosławii, Aleksander Jednoczyciel (1888–1934) ∞1922 Maria Hohenzollern-Sigmaringen (1900–1961)        | kr. Jugosławii, Aleksander Jednoczyciel (1888–1934) ∞1922 Maria Hohenzollern-Sigmaringen (1900–1961)        | kr. Jugosławii, Aleksander Jednoczyciel (1888–1934) ∞1922 Maria Hohenzollern-Sigmaringen (1900–1961)        | kr. Jugosławii, Aleksander Jednoczyciel (1888–1934) ∞1922 Maria Hohenzollern-Sigmaringen (1900–1961)        | kr. Jugosławii, Aleksander Jednoczyciel (1888–1934) ∞1922 Maria Hohenzollern-Sigmaringen (1900–1961) | kr. Jugosławii, Aleksander Jednoczyciel (1888–1934) ∞1922 Maria Hohenzollern-Sigmaringen (1900–1961) | kr. Jugosławii, Aleksander Jednoczyciel (1888–1934) ∞1922 Maria Hohenzollern-Sigmaringen (1900–1961) | kr. Jugosławii, Aleksander Jednoczyciel (1888–1934) ∞1922 Maria Hohenzollern-Sigmaringen (1900–1961) |
| Tomisław Karadziordziewić (1928–2000) | | | | | | | | |